# الصليب الأزرق من حيدر أباد
الصليب الأزرق من حيدر اباد هي جمعية الرفق بالحيوان التي تأسست في سنة 1992 من قبل بعض الممثلين في السينما الهندية مثل Akkineni Nagarjuna, أمالا أكينيني بالإضافة إلى بعض المدنيين محبي الحيوان. تم تسجيل الصليب الأزرق من حيدر أباد كجمعية في العام 1993 حيث تم الاعتراف بها من قبل هيئة رعاية الحيوان في الهند. جمعية الصليب الأزرق من حيدر اباد تعمل حاليا في مأوى للحيوانات مساحته فدانين تجري ضمنه 9 مشاريع لرعاية الحيوانات على مدار السنة، هذه المنشأة تحيط بها التلال والمساحات الشاسعة من كل جانب وتضم أكثر من 650 نوعا من الحيوانات . [1]